# Карельский мост (Санкт-Петербург)
Каре́льский мост — автодорожный сталежелезобетонный балочный мост через Чёрную речку в Приморском районе Санкт-Петербурга.

## Расположение
Расположен в створе Карельского переулка, соединяя его с улицей Матроса Железняка.
Выше по течению находится безымянный железнодорожный мост, ниже — Коломяжский путепровод.
Ближайшая станция метрополитена — «Чёрная речка».

## Название
3 июля 2012 года мосту официально было присвоено название Карельский, по наименованию Карельского переулка.

## История
В 2007 году было принято решение о строительстве Коломяжского путепровода. В соответствии со строительными планами, улица Матроса Железняка и Карельский переулок становились частью развязки путепровода, для чего их необходимо было продлить. В 2010 году началось сооружение моста в створе Карельского переулка для его соединения с улицей Матроса Железняка. Проект моста разработан ЗАО «Ленпромтранспроект» (инженер А. А. Холомьёв). Строительство выполнило СУ-2 ЗАО «Трест «Ленмостострой» под руководством инженера Е. С. Симонова. Переправа введена в эксплуатацию в 2012 году.

## Конструкция
Мост однопролётный сталежелезобетонный балочный. Пролётное строение состоит из 12 главных балок двутаврового сечения, объединённых поперечными связями и монолитной железобетонной плитой проезжей части. Расчётный пролёт — 20,4 м. Фасадные балки имеют криволинейное очертание нижнего пояса (от 0,97 м в середине пролёта до 1,338 м на устоях), остальные балки – постоянной высоты (0,97 м). Устои из монолитного железобетона, на свайном основании. Устои имеют крылья длиной по 6,1 м. Со стороны левого берега Черной речки крылья очерчены по кривой, на правом берегу крылья прямолинейные. Полная длина моста составляет 33,1 м (21,0 м — по задним граням устоев), ширина моста — 13 м.
Мост предназначен для движения автотранспорта и пешеходов. Проезжая часть моста включает в себя 2 полосы для движения автотранспорта. Покрытие проезжей части и тротуаров — асфальтобетон. Тротуары отделены от проезжей части металлическим барьерным ограждением. Перильное ограждение металлическое сварное простого рисунка, на устоях завершается гранитными тумбами.